# Goshen (Connecticut)
Goshen é uma unidade administrativa (town de Connecticut, espécie local de vilarejo autônomo) do Condado de Litchfield, Connecticut, Estados Unidos. Sua população era de  3 150 habitantes segundo o censo de 2020.
Ali nasceu em 17 de julho de 1819 a cientista e ativista Eunice Newton Foote, filha de um fazendeiro local. Dentre outros nascidos ali que se destacaram também encontra-se o astrônomo Asaph Hall (1829–1907), creditado como descobridor das luas de Marte.